# Чадыр-Лунга
Чады́р-Лу́нга (рум. Ceadîr-Lunga, гаг. Çadır-Lunga) — город и муниципий в южной части Молдавии, второй по величине город в АТО Гагаузия, важный транспортный узел, промышленный и культурный центр страны, расположен на реке Лунга.

## Название
Однозначных исторических данных относительно происхождения названия Чадыр-Лунга не существует. На сегодняшний день основной версией о топонимике данного населённого пункта является прямой перевод с гагаузского языка, что означает «Шатёр на Лунге».

## Символы
В 2015 году были представлены эскизы будущего флага Чадыр-Лунги, а в мае 2015 года утверждён его окончательный вариант.

## Население
По состоянию на начало 2023 года население муниципия составляло 16 035 человек, из которых: 76 % — гагаузы, 5 % — русские, 9 % — болгары, 4 % — украинцы, 4 % — молдаване, 1 % — цыгане, 1 % — другие национальности. Чадыр-Лунга подвержена депопуляции — численность населения уменьшается за счёт естественной убыли и роста миграционного оттока: около 3500 граждан, что составляет 15 % населения, вовлечены в миграционные процессы. Из них, около 57 % постоянно проживают за границей, в основном в России, Турции и Германии, а 44 % работают в других населённых пунктах Молдавии.

## География и климат
Муниципий Чадыр-Лунга расположен в южной части Молдавии на Южно-Молдавской холмистой равнине, простирающейся на территории Преддобружской впадины. Центральная часть муниципия расположена в низине реки Лунга (левый приток реки Ялпуг) и имеет плоский горизонтальный рельеф. Западная его часть расположена на обширном склоне с небольшим уклоном, относительная высота которого примерно равна 30 метров. Восточная часть муниципия расположена на холме, который имеет более крутые склоны и относительную высоту примерно 50 м. Река Лунга протекает через муниципий с севера на юг и делит его на две приблизительно равные части. На северо-восточной окраине города находится место впадения реки Авдарма в реку Лунга.
Чадыр-Лунга находится на пересечении важных транспортных путей, в непосредственной близости (до 10 км) от двух пунктов пропуска на границе с Украиной: «Чадыр-Лунга-1» — «Малоярославец» и «Чадыр-Лунга» — «Новые Трояны». Со столицей Молдавии городом Кишинёвом Чадыр-Лунга связана железнодорожной магистралью и автомобильными дорогами R37 и R37. Расстояние от муниципия до города Кишинёв — 135 км, до центра АТО Гагаузия муниципия Комрат — 37 км. Железная дорога также связывает муниципий с Румынией и Украиной. На расстоянии 80 км от Чадыр-Лунги расположен Международный Свободный Порт Джурджулешты. В  3 км к юго-востоку от центра города находится недействующий аэропорт.
Климат
Климат в регионе мягкий, умеренно-континентальный. Зима мягкая и короткая, лето — жаркое и продолжительное. Атмосферная циркуляция характеризуется наличием западных тёплых, а иногда и влажных атлантических воздушных масс. В южную часть Молдовы часто проникают воздушные массы с востока и юго-востока Восточно-Европейской равнины, вызывающие засушливую погоду, а также холодный арктический воздух, с которым связаны резкие изменения погоды и похолодание. Муниципий, относится к зоне недостаточного увлажнения. Осадки выпадают неравномерно как по годам, так и по сезонам. Примерно 70 % годовых осадков приходится на период с апреля по октябрь.
| Показатель                                                  | Янв. | Фев. | Март | Апр. | Май  | Июнь | Июль | Авг. | Сен. | Окт. | Нояб. | Дек. | Год  |
| ----------------------------------------------------------- | ---- | ---- | ---- | ---- | ---- | ---- | ---- | ---- | ---- | ---- | ----- | ---- | ---- |
| Абсолютный максимум, °C                                     | 1,7  | 4,4  | 10,0 | 16,3 | 22,5 | 26,3 | 28,7 | 28,7 | 22,7 | 15,7 | 9,6   | 3,8  | 15,9 |
| Средняя температура, °C                                     | −1,6 | 0,5  | 5,2  | 11,1 | 17,3 | 21,5 | 23,8 | 23,6 | 17,9 | 11,4 | 6,3   | 0,7  | 11,5 |
| Абсолютный минимум, °C                                      | −4,9 | −3,1 | 0,6  | 5,8  | 11,5 | 16,1 | 18,4 | 18,2 | 13,2 | 7,4  | 3,2   | −2,1 | 7,0  |
| Норма осадков, мм                                           | 38   | 29   | 38   | 49   | 56   | 66   | 52   | 41   | 43   | 41   | 38    | 39   | 530  |
| Средняя влажность, %                                        | 82   | 76   | 69   | 64   | 59   | 57   | 56   | 53   | 61   | 71   | 79    | 81   | 67,0 |
| Источник: https://ru.climate-data.org/search/?q=Чадыр-Лунга |      |      |      |      |      |      |      |      |      |      |       |      |      |

Климатические риски
Город расположен в зоне высоких среднегодовых температур, являющихся причиной длительных периодов засухи. Часты весенние заморозки, дождь с градом. Проливные дожди приводят к более интенсивной и непрерывной деградации почв.

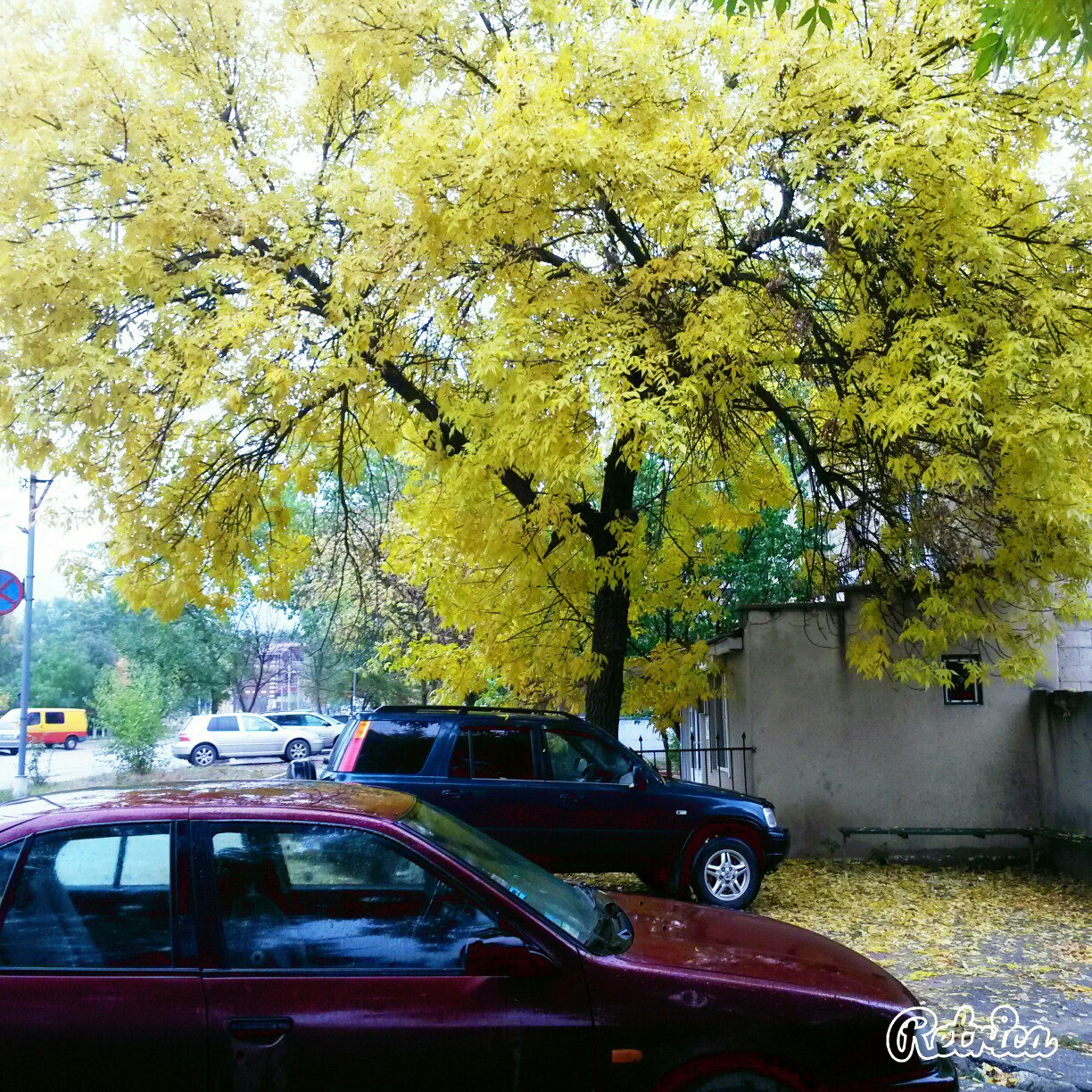
Осень в городе

## Экономика
Основу экономики города составляет сельскохозяйственный сектор и 30 промышленных предприятий: пищевой промышленности — 19 (2 винных завода; 5 предприятий, перерабатывающих сельскохозяйственную продукцию; 4 мельницы; 3 маслобойки; 4 пекарни; 1 по производству мясных изделий), лёгкой промышленности — 5 (текстильное и швейное производство), строительства — 6.
Среди них: завод электротермического оборудования, ковровая фабрика, крупнейший на юге Молдавии комбинат хлебопродуктов, табачно-ферментационный завод, единственный на юге Молдавии маслоэкстракционный завод, винзавод, основанный в 1948 году, вино которого получило золотую медаль на интернациональной выставке в Москве, нефтебаза, пилорама, 3 текстильные фабрики с иностранным капиталом. В Чадыр-Лунге расположен единственный в республике конезавод по разведению орловских рысаков, а также единственный в Молдавии ипподром. Каждый год 6 мая в Национальный день Святого Георгия «Хедерлез» проводятся скачки и показательные заезды.

## Водные ресурсы
Общей характеристикой региона является ограниченный доступ к качественным ресурсам питьевой воды и воды для ирригации. Водные ресурсы Чадыр-Лунги представлены поверхностными и подземными водами. Поверхностные источники воды ограничены.
Поверхностные воды
Поверхностные воды муниципия Чадыр-Лунга представлены протекающей через центр населённого пункта реки Лунга и 6-ти прудов: «Санаторская», «Кировский-1», «Кировский-2», «Запруда», «Запруда верхняя» и «Альманжик».
Поверхностные воды не могут использоваться для обеспечения жителей города питьевой водой. Водоёмы в черте населённого пункта используются для рыбоводства и рекреации. Вода реки Лунга характеризуется высоким уровнем минерализации, что связано с характером почв и грунтов региона, в котором она протекает. Используется для орошения полей и разведения рыбы в местах скоплений воды. Качество воды в реке Лунга отнесено Агентством окружающей среды к V классу (очень загрязнённые).
Подземные воды
Подземные воды Чадыр-Лунги представлены водоносными горизонтами раннегосарматского, среднего сарматского и сарматско-меотского возрастов. По химическому составу подземные воды относятся к гидрокарбонатным содержащим хлор и натрий. Вода из подземных источников является единственно возможным вариантом водоснабжения населения. Подаётся населению и промышленности при помощи артезианских скважин. Население так же использует воду из родников.
Грунтовые воды, питающие колодцы и родники, расположенные в черте города, характеризуются повышенной минерализацией, превышением допустимых норм содержания хлоридов, сульфатов, сухого остатка, общей жёсткости воды, магния, кальция и натрия. В связи с этим, вода большинства колодцев и родников, расположенных в черте города, не пригодна для использования в питьевых целях.

## Водоснабжение и водоотведение
По состоянию на 2020 год, централизованным водоснабжением обеспечено 6 869 хозяйств, что составляет 97 % от их общего количества. Питьевая вода подаётся в водопровод из 11 артезианских скважин. Также, на территории города обустроено 10 бюветных скважин.
К системе городской канализации подключено 3 895 хозяйств, что составляет 55 %. В рамках программы развития предприятий водоснабжения Молдавии, с 2013 года в муниципии реализуется проект по расширению канализационных сетей.
Городские очистные сооружения находятся в южной части города и эксплуатируются с 1989 года. Собираемые из части города сточные воды очищаются лишь механическим и частично биологическим способом. Не подключённые к канализационным сетям хозяйственные и промышленные объекты сбрасывают сточные воды в ближайшие водоёмы.

## Образование и культура

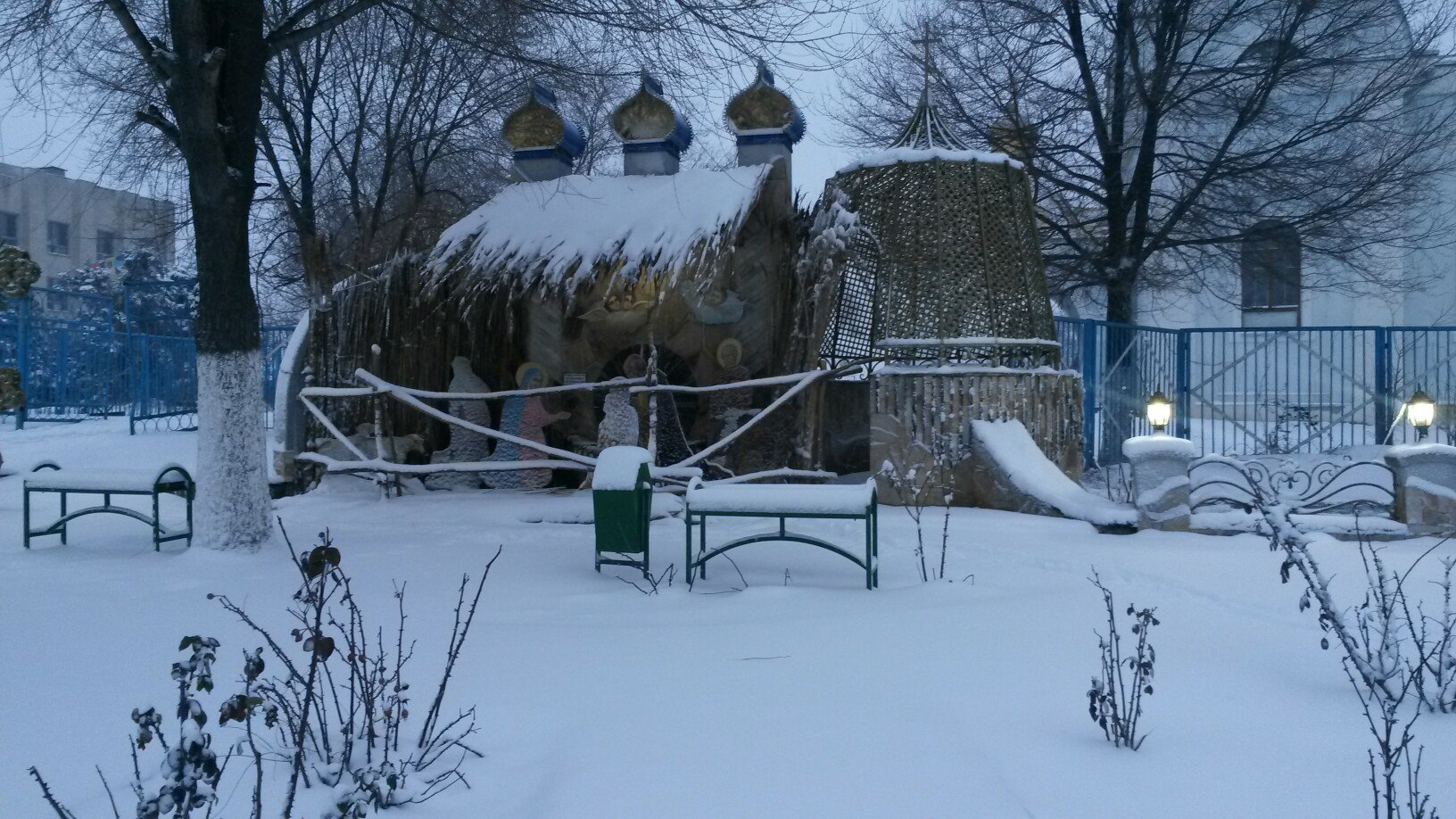
Вертеп при храме Казанской иконы Божией Матери

В Чадыр-Лунге действуют 4 лицея, 4 школы и 6 детских садов. В центре муниципия расположен Гагаузский Национальный театр имени Михаила Чакира.
В городе воздвигнут храм Иконы Казанской Божьей матери, который является точной копией разрушенного в 1972 году коммунистами. Архитектурный ансамбль храма выполнен в византийском стиле, что делает данный храм одной из достопримечательностей города. В Чадыр-Лунге в отреставрированном купеческом доме 14 апреля 1969 года открыт историко-краеведческий музей. В восточной части находится и охраняется Чадыр-Лунгский овраг.

## История
В период османской империи Буджак входил в состав Крымского ханства и до появления Чадыр-Лунги, на его нынешней территории жили ногайские татары в поселении Аран-Юрдо. Первое упоминание о поселении относится к 1812 году, согласно которому он был основан переселенцами из города Хаджиоглу-Пазарджик, которые были представлены 181 семьёй общей численностью 1154 человека. На первых порах колонисты жили в шатрах, расположенных на берегу реки Лунга, что и дало впоследствии название поселению Чадыр-Лунга: «Чадыр» в переводе с гагаузского означает шатёр (юрта), а «Лунга» — название реки, на берегах которой они располагались.
В 1819 все задунайские переселенцы получили особый статус, который закрепил право гагаузов и болгар жить на этой территории, наделив их статусом колонистов. Каждая семья получила бесплатно участок земли и денежную ссуду, была освобождена от налогов на 7 лет и воинской повинности на 50 лет, что дало толчок к освоению земель и развитию колонии. В этом же году священник Захарий Чакир открыл в колонии Чадыр первое болгарское училище в Бессарабии.
Проведенным в период с 1822 по 1828 годы описанием Измаильского цинута было зафиксировано: «Колония Чадыр или Лунга. Поселена по обеим сторонам реки Лунги на покате горы выше бывшей татарской деревни Аран-Юрдо, выстроена кварталами, большая часть заселения расположена по левой стороне речки Лунги».
Согласно проведённому статистическому описанию, по состоянию на 1827 год в колонии проживало 150 семей, которые образовали 865 человек (463 мужчины и 402 женщины).
Из них числилось:
- колонистов: 128 семей (болгар — 122, молдаван — 6)[15];
- не колонистов: 22 семьи (молдаван — 4, малороссиян — 1, болгар — 13, мазылов — 1, арнаутов — 1, цыган — 2)[15].

На территории колонии с момента заселения были построены:
- каменная церковь Святого Афанасия[15];
- 122 плетневых дома[15];
- 7 ветряных мельниц[15];
- 2 земляных мельницы[15];
- 13 колодцев"[15].

В хозяйствах содержалось:
- лошадей — 623 штук[15];
- рогатого скота — 1967 штук[15];
- овец — 3401 штук[15].

12 июня 1948 года Чадыр-Лунге был присвоен статус посёлка городского типа. 9 июня 1958 года он получил статус города, при этом Чадыр-Лунге было административно подчинено близлежащее село Тирашполь (известное также как Тирасполь и Тришполи, оно было отделено от Чадыр-Лунги железнодорожной линией, построенной в 1877 году во время русско-турецкой войны). 11 июня 1964 года это село было присоединено к Чадыр-Лунге.

## Экология
В период ядохимизации сельского хозяйства, объявленного Н. С. Хрущёвым в 1960-х годах, в агропредприятия района было завезено большое количество высокотоксичных препаратов. После повсеместного запрета на их применение, в период до 1987 года просроченные ядохимикаты были помещены в необорудованный склад, контроль за которым не осуществлялся что привело к его разрушению и проникновению пестицидов в почву и грунтовые воды. В 2008 году показатель ∑DDT на отдельных участках превышал предельно допустимую концентрацию в десятки раз, в частности, на территории бывшей метеостанции в 73 раза. По состоянию на 2013 год, уровень концентрации ядохимикатов на том же участке несколько снизился, до превышения ПДК в 39,5 раза.
Проведённый в 2011 году в разных частях города анализ агрохимического состояния почв показал превышение в ней предельно допустимой концентрации тяжёлых металлов и полихлорированных дифенилов. В частности, зафиксировано превышение уровня концентрации никеля и меди от 4,7 до 8,7 раз выше нормы, а полихлорированных дифенилов от 1,5 до 3,0 раз.

## Спорт
В городе базируются футбольный клуб «Саксан», а также автомобильный спорт-клуб «АВТОКОРРИДА» с действующим автодромом, на котором проводятся Чемпионаты Молдовы по автокроссу.

## Города-побратимы
- Кострома (Россия)
- Серпухов (Россия)
- Нурлат (Россия)
- Речица (Белоруссия)
- Добруш (Белоруссия)
- Солигорск (Белоруссия)
- Измит (Турция)
- Бендеры (Молдова)
- Ариэль (Израиль)
- Тыргу-Окна (Румыния)

## Галерея

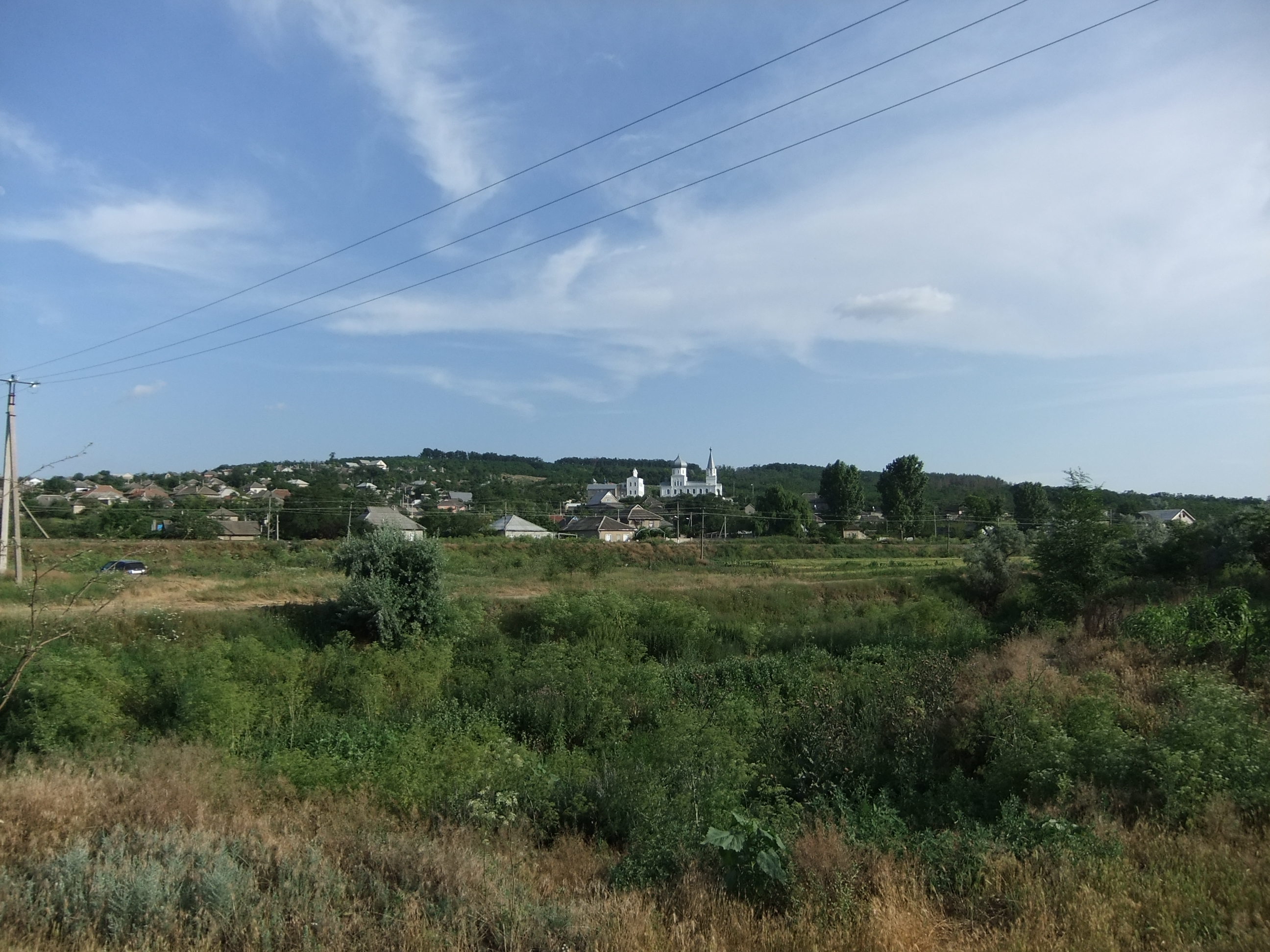
Вид на Свято-Димитриевский женский монастырь
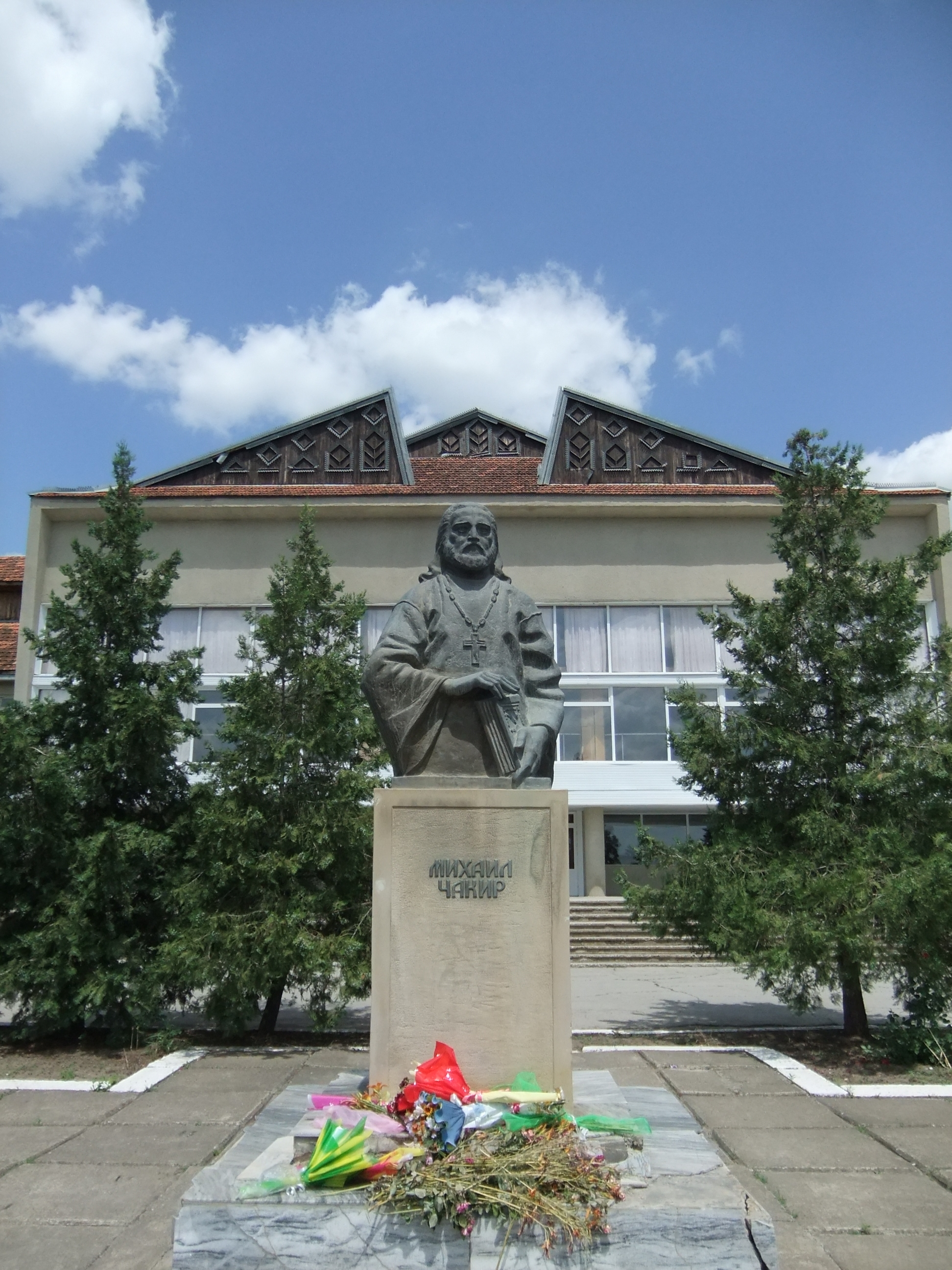
Дом культуры и памятник Михаилу Чакиру
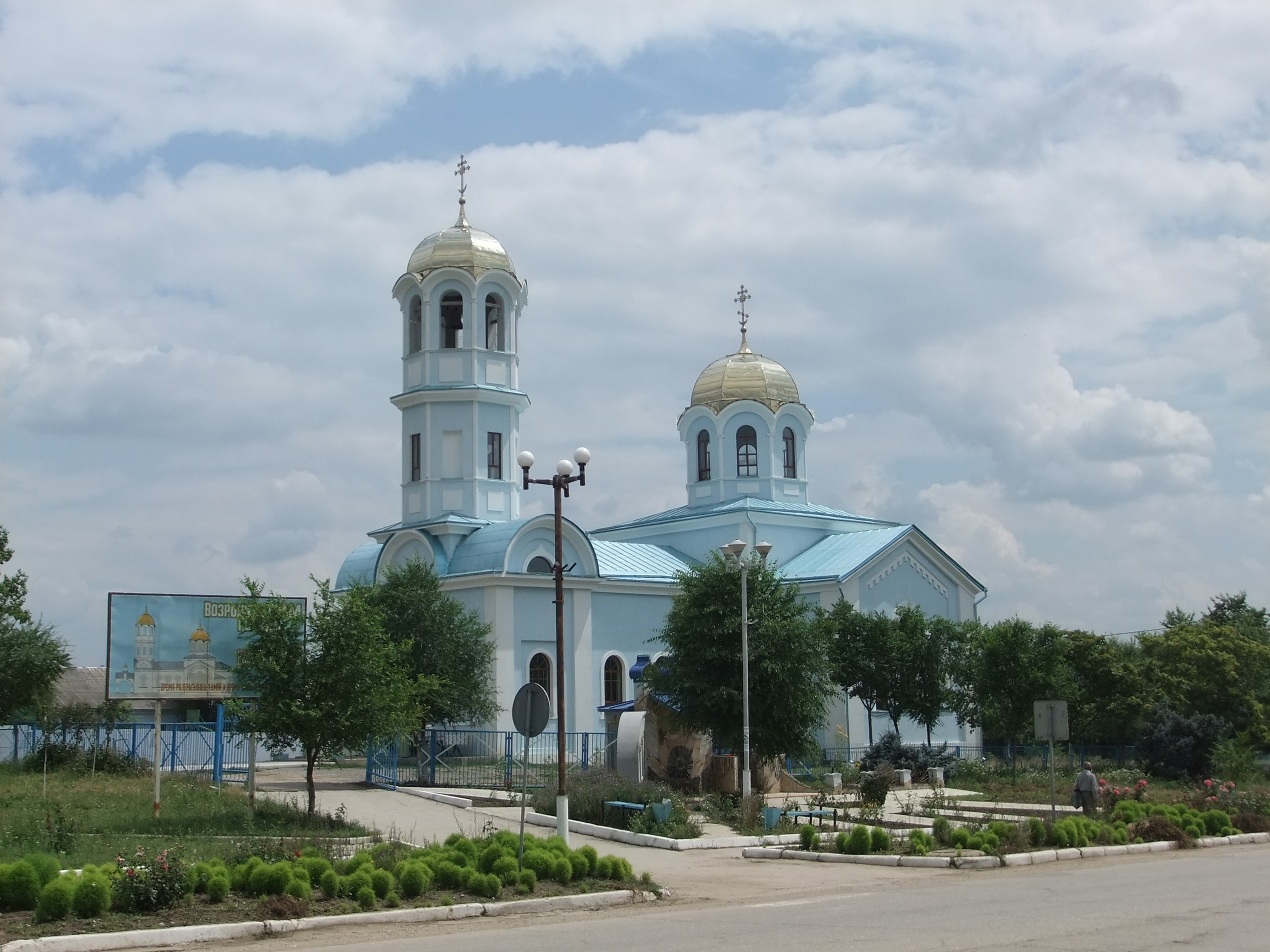
Храм Казанской Иконы Божьей Матери